# أبو غتة
أبو غتة قرية سوريّة تتبع إداريّاً لمحافظة حلب منطقة السفيرة ناحية الحاجب، بلغ تعداد سكانها (843) نسمة حسب التعداد السكاني لعام 2004.